# Sergueï Aleïnik
Sergueï Fiodorovitch Aleïnik (en russe : Сергей Фёдорович Алейник ; en biélorusse : Сяргей Фёдаравіч Алейнік, Siarhieï Fiodaravitch Aleïnik), né le 28 janvier 1965, est un homme politique et diplomate biélorusse, ministre des Affaires étrangères de son pays (2022–2024).

## Jeunesse et formation
Sergueï Aleïnik naît et grandit en république socialiste soviétique de Biélorussie. Il étudie l'allemand et l'anglais à l'université linguistique d'État de Minsk (en) et à l'Académie diplomatique de Vienne, puis enseigne ces deux langues pendant plusieurs années. Au début des années 1990, Aleïnik s'inscrit à des études de troisième cycle en relations internationales à l'Académie diplomatique du ministère des Affaires étrangères d'Autriche.

## Carrière
Après l'indépendance de la Biélorussie en 1990, Aleïnik commence sa carrière politique en rejoignant le ministère des Affaires étrangères de la jeune république. En 1995, il occupe son premier poste diplomatique en tant que consul biélorusse à La Haye, puis devient chargé d'affaires aux Pays-Bas. Pendant son séjour dans ce pays, il est promu au rang d'ambassadeur et déployé auprès de l'Office des Nations unies à Genève avec accréditation auprès du Saint-Siège et de l'ordre souverain de Malte.
En 2009, il est nommé vice-ministre des Affaires étrangères de la Biélorussie : il est chargé des relations bilatérales avec les pays d'Afrique, d'Asie et d'Amérique du Sud dans le but d'élargir les relations diplomatiques biélorusses. Au cours de son mandat, il établit des relations diplomatiques avec le Nigéria, l'Éthiopie, l'Indonésie et le Brésil. Il exerce ensuite les fonctions d'ambassadeur de la Biélorussie au Royaume-Uni.
Le 13 décembre 2022, Aleïnik est nommé ministre des Affaires étrangères de la Biélorussie par le président Alexandre Loukachenko. Il succède à Vladimir Makeï, décédé subitement un mois plus tôt. Sa nomination est perçue par certains observateurs, dont l'opposant politique Pavel Latouchko, comme un signe de la volonté de Loukachenko de réduire l'influence russe sur son pays, Aleïnik étant perçu comme plus enclin à dialoguer avec le monde occidental.
Le 27 juin 2024, Aleïnik a été démis de ses fonctions de ministre des Affaires étrangères et nommé membre du Conseil de la République de l'Assemblée nationale de la république de Biélorussie.

## Décorations
- Grand-croix de l'ordre de Saint-Grégoire-le-Grand[7]
- Grand-croix de l'ordre pro Merito Melitensi[7]